# Matthias Lange
Matthias Lange (* 14. Februar 1963 in Beckedorf) ist ein deutscher Radrennfahrer und nationaler Meister im Radsport.

## Sportliche Laufbahn
Lange war Mitglied des Radsportclub Nienburg e. V. Seine größten internationalen Erfolge waren der Gewinn der Silbermedaillen bei den UCI-Bahn-Weltmeisterschaften der Junioren im Punktefahren 1980 und 1981 (hinter Uwe Messerschmidt bzw. Fabio Lana). Im Männerbereich entwickelte er seine Stärken besonders als Verfolger auf der Bahn. Hier gewann er von 1984 bis 1986 mit dem Berliner RC Schüler-Derby jeweils die deutsche Meisterschaft in der Mannschaftsverfolgung. Zu seinen Teamkameraden gehörten u. a. Rolf Gölz und Roland Günther. 1983 und 1988 wurde er zudem Vizemeister in dieser Disziplin. Silbermedaillen gewann er bei den Meisterschaftsrennen im Zweier-Mannschaftsfahren 1987 (mit Roland Günther) und 1988 (mit Klaus Kaufmann). 1985 gewann er die nationale Meisterschaft im Punktefahren.
Lange fuhr auch Straßenrennen und war auch dort erfolgreich, seine Präferenz war jedoch der Bahnradsport. Er war Teilnehmer der Olympischen Sommerspiele 1988 in Seoul und wurde dort mit dem deutschen Vierer Zehnter in der Mannschaftsverfolgung.